# Hồ Tế

Hồ Tế năm 2017

Hồ Tế (1936 –) là chuyên gia kinh tế, nguyên Bộ trưởng Bộ Tài chính Việt Nam. Ông sinh năm 1936 quê ở huyện Hương Khê, tỉnh Hà Tĩnh .
Ông có thời gian 40 năm công tác trong ngành Tài chính Việt Nam. Năm 1975 khi đang học Trường Đảng Nguyễn Ái Quốc, ông được cử làm Phụ tá Trưởng đoàn Công tác tiếp quản tại miền nam của Bộ Tài chính .
Năm 1977 - 1978 ông quay trở lại Hà nội giữ chức Cục trưởng Cục Thu quốc doanh, Bộ Tài chính. Sau đó ông công tác biệt phái tại Tổng cục Dầu khí  với chức vụ Vụ trưởng Vụ Tài vụ và sau đó làm Giám đốc Công ty Dầu khí 2.
Năm 1983 ông được bổ nhiệm làm Thứ trưởng Bộ Tài chính. Từ 5-1992 - ngày 6 tháng 11 năm 1996 ông giữ chức vụ Bộ trưởng Bộ Tài chính (thay Hoàng Quy) kiêm Chủ tịch Hội đồng Quản trị Tổng công ty Dầu khí (đến năm 1995), Chủ tịch Hội đồng Quản lý Bảo hiểm Xã hội Việt Nam.
Năm 1992 ông làm Trưởng đoàn Đàm phán của Việt Nam với Câu lạc bộ Paris, đàm phán thành công xóa nợ cho Việt Nam. Năm 1996 ông nghỉ hưu và sống tại Hà Nội, được bầu làm Chủ nhiệm CLB Kế toán trưởng Việt Nam.

## Khen thưởng
Ông được Nhà nước trao tặng Huân chương Độc lập hạng Nhì năm 2008 